# Saint-Christophe-sur-Condé
Pour les articles homonymes, voir Saint-Christophe.
Saint-Christophe-sur-Condé est une commune française située dans le département de l'Eure, en région Normandie.

## Géographie

### Localisation
|                           | Condé-sur-Risle            |                          |
| Saint-Martin-Saint-Firmin | Saint-Christophe-sur-Condé | Saint-Philbert-sur-Risle |
| Saint-Étienne-l'Allier    | Saint-Pierre-des-Ifs       |                          |

### Hydrographie
La commune est située dans le bassin Seine-Normandie. Elle est drainée par le fossé 02 de la commune de Saint-Etienne-l'Allier, le ruisseau Saint-Christophe, le fossé 01 de la commune de Saint-Christophe-sur-Conde et le fossé 02 de la commune de Saint-Christophe-sur-Conde,,.

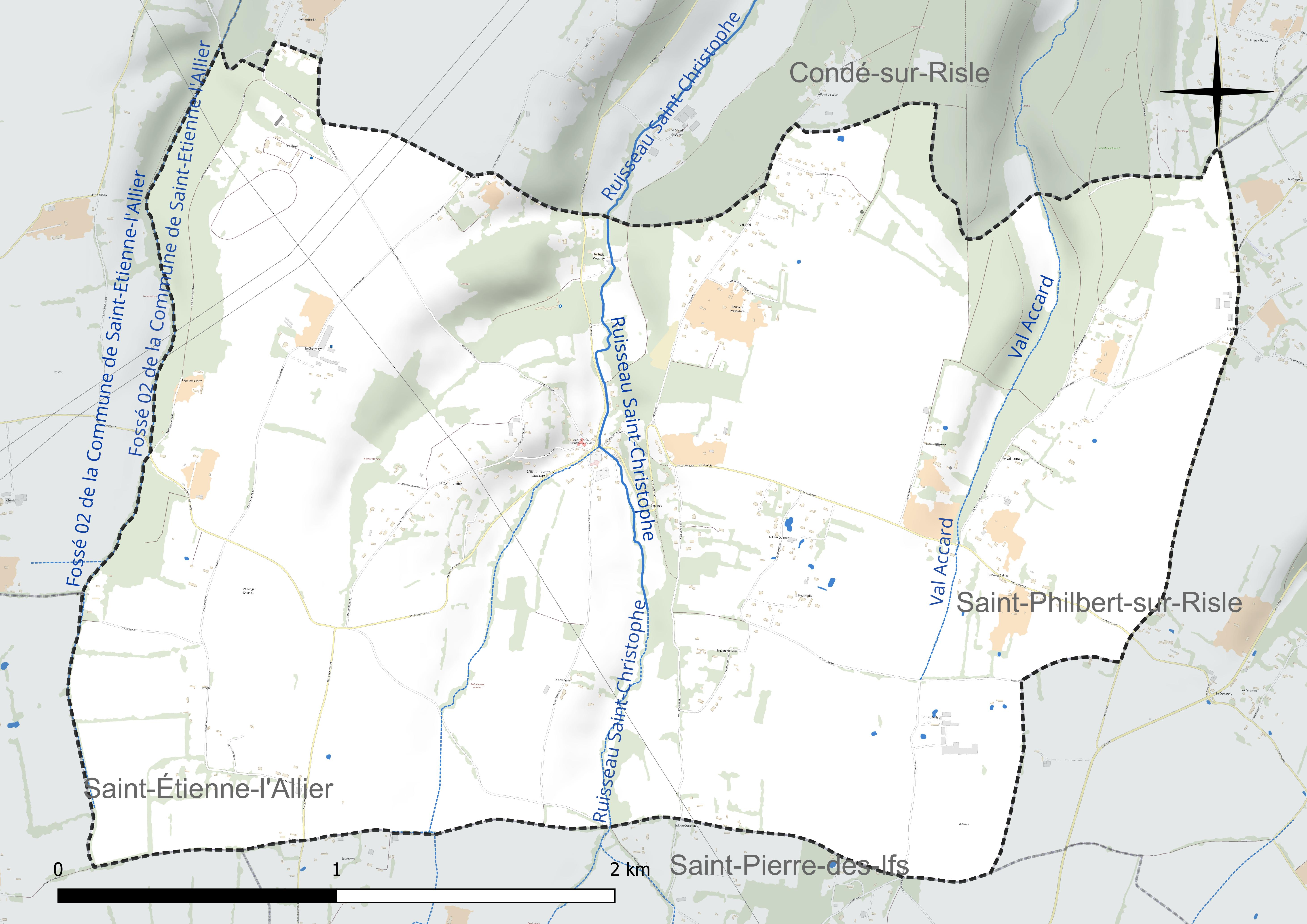
Réseau hydrographique de Saint-Christophe-sur-Condé.

### Climat
Pour des articles plus généraux, voir Climat de la Normandie et Climat de l'Eure.
En 2010, le climat de la commune est de type climat océanique altéré, selon une étude du CNRS s'appuyant sur une série de données couvrant la période 1971-2000. En 2020, Météo-France publie une typologie des climats de la France métropolitaine dans laquelle la commune est exposée à un climat océanique et est dans la région climatique  Côtes de la Manche orientale, caractérisée par un faible ensoleillement (1 550 h/an) ; forte humidité de l’air (plus de 20 h/jour avec humidité relative > 80 % en hiver), vents forts fréquents. Parallèlement le GIEC normand, un groupe régional d’experts sur le climat, différencie quant à lui, dans une étude de 2020, trois grands types de climats pour la région Normandie, nuancés à une échelle plus fine par les facteurs géographiques locaux. La commune est, selon ce zonage, exposée à un « climat contrasté des collines », correspondant au Pays d’Auge, Lieuvin et Roumois, moins directement soumis aux flux océaniques et connaissant toutefois des précipitations assez marquées en raison des reliefs collinaires qui favorisent leur formation.
Pour la période 1971-2000, la température annuelle moyenne est de 10,4 °C, avec  une amplitude thermique annuelle de 13,7 °C. Le cumul annuel moyen de précipitations est de 838 mm, avec 12,7 jours de précipitations en janvier et 8,6 jours en juillet. Pour la période 1991-2020, la température moyenne annuelle observée sur la station météorologique la plus proche, située sur la commune de Lieurey à 10 km à vol d'oiseau, est de 11,3 °C et le cumul annuel moyen de précipitations est de 893,1 mm,. Pour l'avenir, les paramètres climatiques de la commune estimés pour 2050 selon différents scénarios d’émission de gaz à effet de serre sont consultables sur un site dédié publié par Météo-France en novembre 2022.

## Urbanisme

### Typologie
Au 1er janvier 2024, Saint-Christophe-sur-Condé est catégorisée commune rurale à habitat dispersé, selon la nouvelle grille communale de densité à 7 niveaux définie par l'Insee en 2022.
Elle est située hors unité urbaine. Par ailleurs la commune fait partie de l'aire d'attraction de Pont-Audemer, dont elle est une commune de la couronne,. Cette aire, qui regroupe 34 communes, est catégorisée dans les aires de moins de 50 000 habitants,.

### Occupation des sols
L'occupation des sols de la commune, telle qu'elle ressort de la base de données européenne d’occupation biophysique des sols Corine Land Cover (CLC), est marquée par l'importance des territoires agricoles (89,1 % en 2018), une proportion identique à celle de 1990 (89,1 %). La répartition détaillée en 2018 est la suivante : 
terres arables (49,5 %), prairies (35,1 %), forêts (10,9 %), zones agricoles hétérogènes (4,5 %). L'évolution de l’occupation des sols de la commune et de ses infrastructures peut être observée sur les différentes représentations cartographiques du territoire : la carte de Cassini (XVIIIe siècle), la carte d'état-major (1820-1866) et les cartes ou photos aériennes de l'IGN pour la période actuelle (1950 à aujourd'hui).

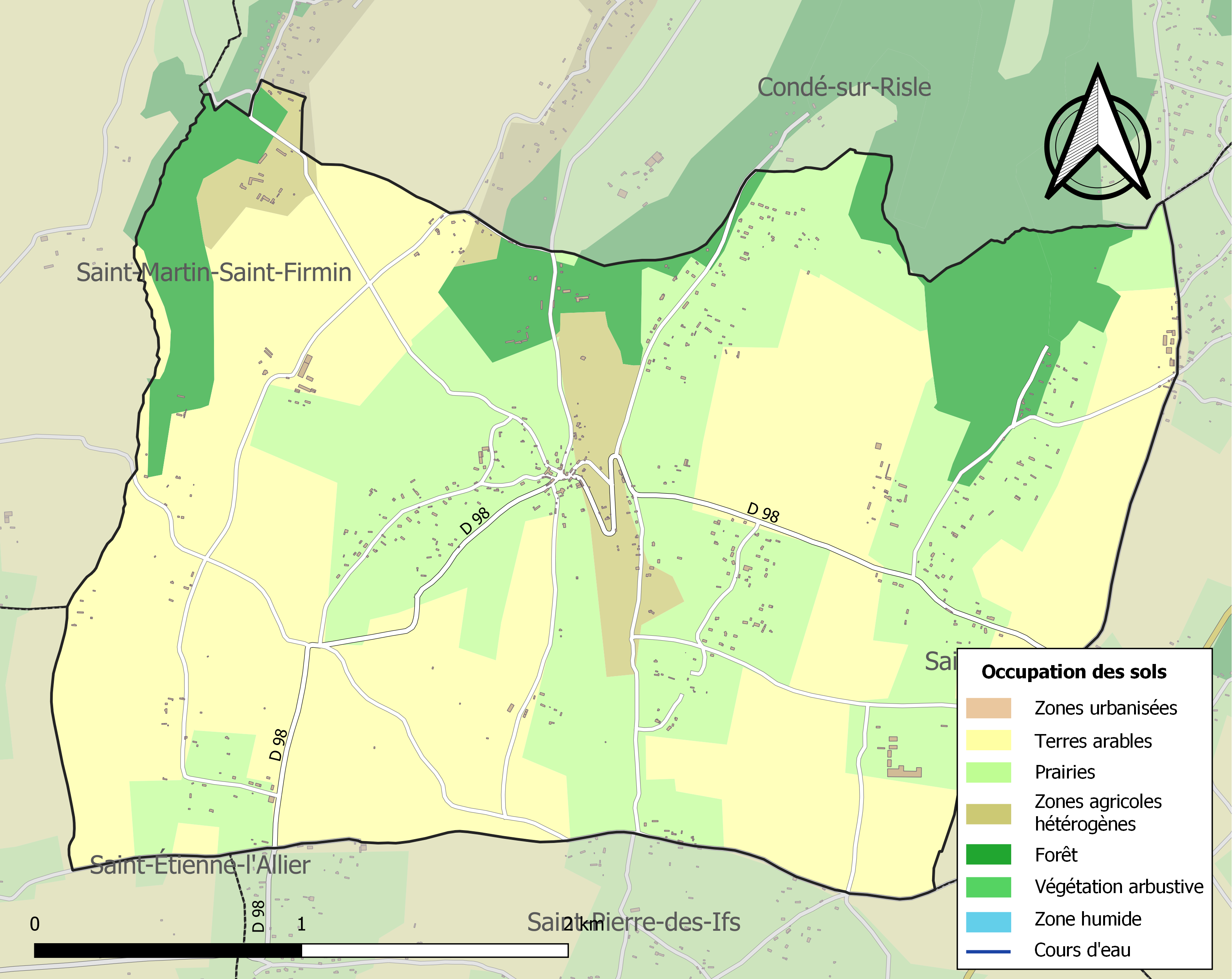
Carte des infrastructures et de l'occupation des sols de la commune en 2018 (CLC).

## Toponymie
Le nom de la localité est attesté sous la forme Saint Christofle de Condé sur Risle en 1327.
Saint-Christophe est un hagiotoponyme, l'église est dédiée à Christophe de Lycie.
Condé est un toponyme courant issu du mot gaulois condate signifiant affluent ou confluent.
(La Risle est une rivière de Normandie, qui s'écoule dans les départements de l'Orne et de l'Eure).

## Politique et administration

### Liste des maires
| Période                                  | Période   | Identité            | Étiquette | Qualité   |
| ---------------------------------------- | --------- | ------------------- | --------- | --------- |
| mars 2001                                | mars 2008 | Jean-Marie Martin   |           |           |
| mars 2008                                | 2011      | Pierre Blanchetière |           |           |
| 16 avril 2011                            | 2014      | Daniel Pinçon       |           |           |
| mars 2014                                | mai 2020  | Alain Huard         |           | cadre EDF |
| mai 2020                                 | En cours  | Julien Garancher    |           | artisan   |
| Les données manquantes sont à compléter. |           |                     |           |           |

### Jumelage
Les quatorze communes de l’ancien canton de Saint-Georges-du-Vièvre sont jumelées avec :
- Slimbridge (Royaume-Uni)

## Démographie
L'évolution du nombre d'habitants est connue à travers les recensements de la population effectués dans la commune depuis 1793. Pour les communes de moins de 10 000 habitants, une enquête de recensement portant sur toute la population est réalisée tous les cinq ans, les populations de référence des années intermédiaires étant quant à elles estimées par interpolation ou extrapolation. Pour la commune, le premier recensement exhaustif entrant dans le cadre du nouveau dispositif a été réalisé en 2004.

En 2022, la commune comptait 429 habitants, en évolution de −14,71 % par rapport à 2016 (Eure : −0,25 %, France hors Mayotte : +2,11 %).
| 1793  | 1800  | 1806 | 1821 | 1831 | 1836 | 1841 | 1846 | 1851 |
| ----- | ----- | ---- | ---- | ---- | ---- | ---- | ---- | ---- |
| 1 003 | 1 002 | 987  | 854  | 909  | 916  | 894  | 872  | 805  |

| 1856 | 1861 | 1866 | 1872 | 1876 | 1881 | 1886 | 1891 | 1896 |
| ---- | ---- | ---- | ---- | ---- | ---- | ---- | ---- | ---- |
| 776  | 740  | 730  | 663  | 668  | 598  | 532  | 504  | 486  |

| 1901 | 1906 | 1911 | 1921 | 1926 | 1931 | 1936 | 1946 | 1954 |
| ---- | ---- | ---- | ---- | ---- | ---- | ---- | ---- | ---- |
| 406  | 372  | 373  | 341  | 269  | 311  | 294  | 372  | 342  |

| 1962 | 1968 | 1975 | 1982 | 1990 | 1999 | 2004 | 2006 | 2009 |
| ---- | ---- | ---- | ---- | ---- | ---- | ---- | ---- | ---- |
| 345  | 304  | 270  | 281  | 290  | 297  | 358  | 366  | 397  |

| 2014 | 2019 | 2022 | - | - | - | - | - | - |
| ---- | ---- | ---- | - | - | - | - | - | - |
| 481  | 436  | 429  | - | - | - | - | - | - |

## Culture locale et patrimoine

### Lieux et monuments
Saint-Christophe-sur-Condé compte plusieurs monuments inscrits à l'inventaire général du patrimoine culturel :
- l'église Saint-Christophe (XIIe et XVIe)[25] ;
- la mairie, école (XIXe)[26] ;
- un château du XVIIe siècle au lieu-dit la Tillaye[27] ;
- un lavoir de 1869[28] ;
- deux manoirs : l'un du XVIIe siècle au lieu-dit le Buisson[29] et l'autre du XVIe siècle au lieu-dit le Val Launay[30] ;
- une maison du XIXe siècle[31] ;
- une ferme du XVIIIe siècle[32].

Par ailleurs, figure également à l'inventaire général du patrimoine culturel, un édifice fortifié dit Édifice du Bois Béni. Localisé sur le territoire de la commune, son emplacement n'est, toutefois, pas connu avec exactitude.

Église Saint-Christophe
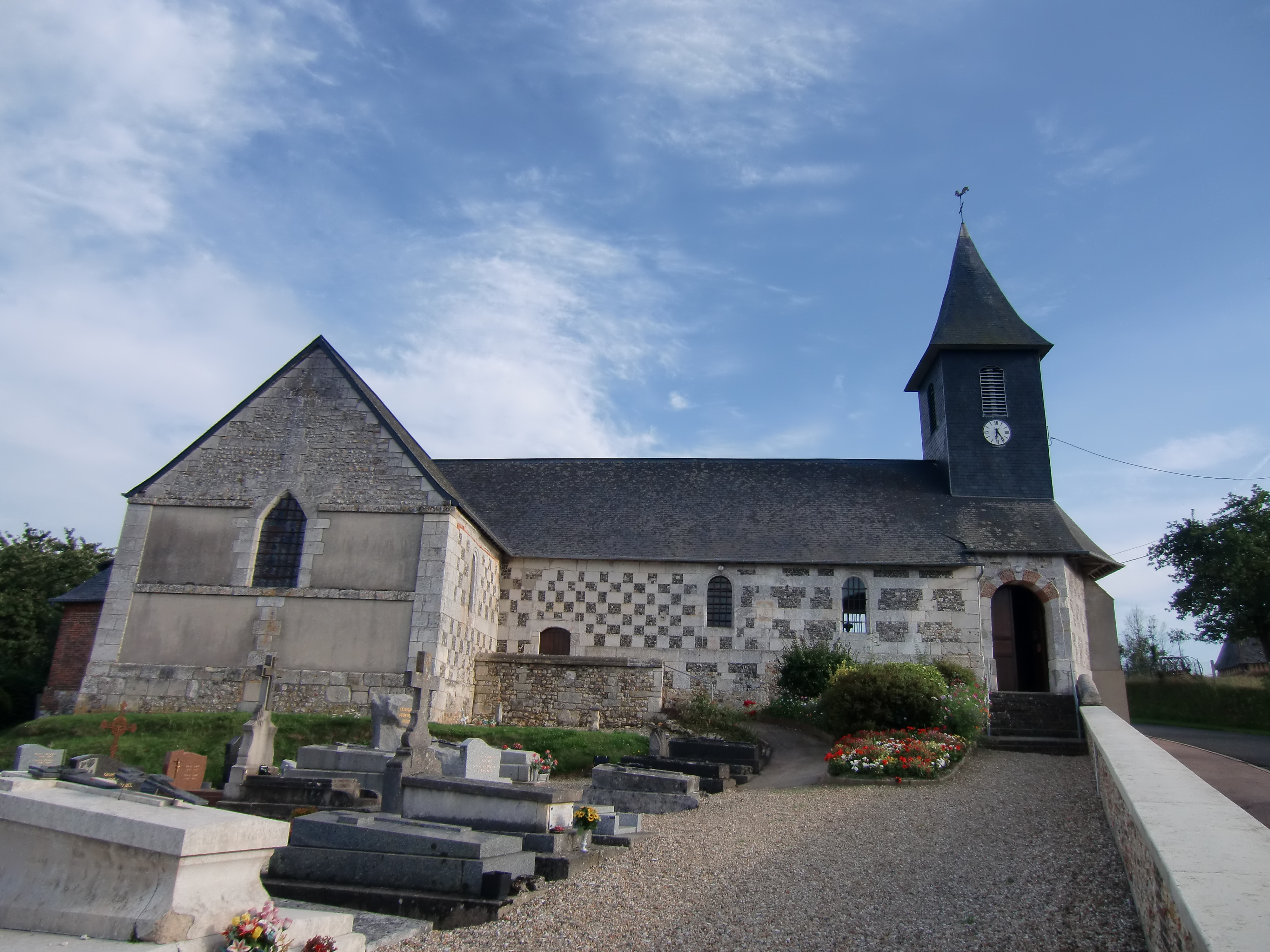
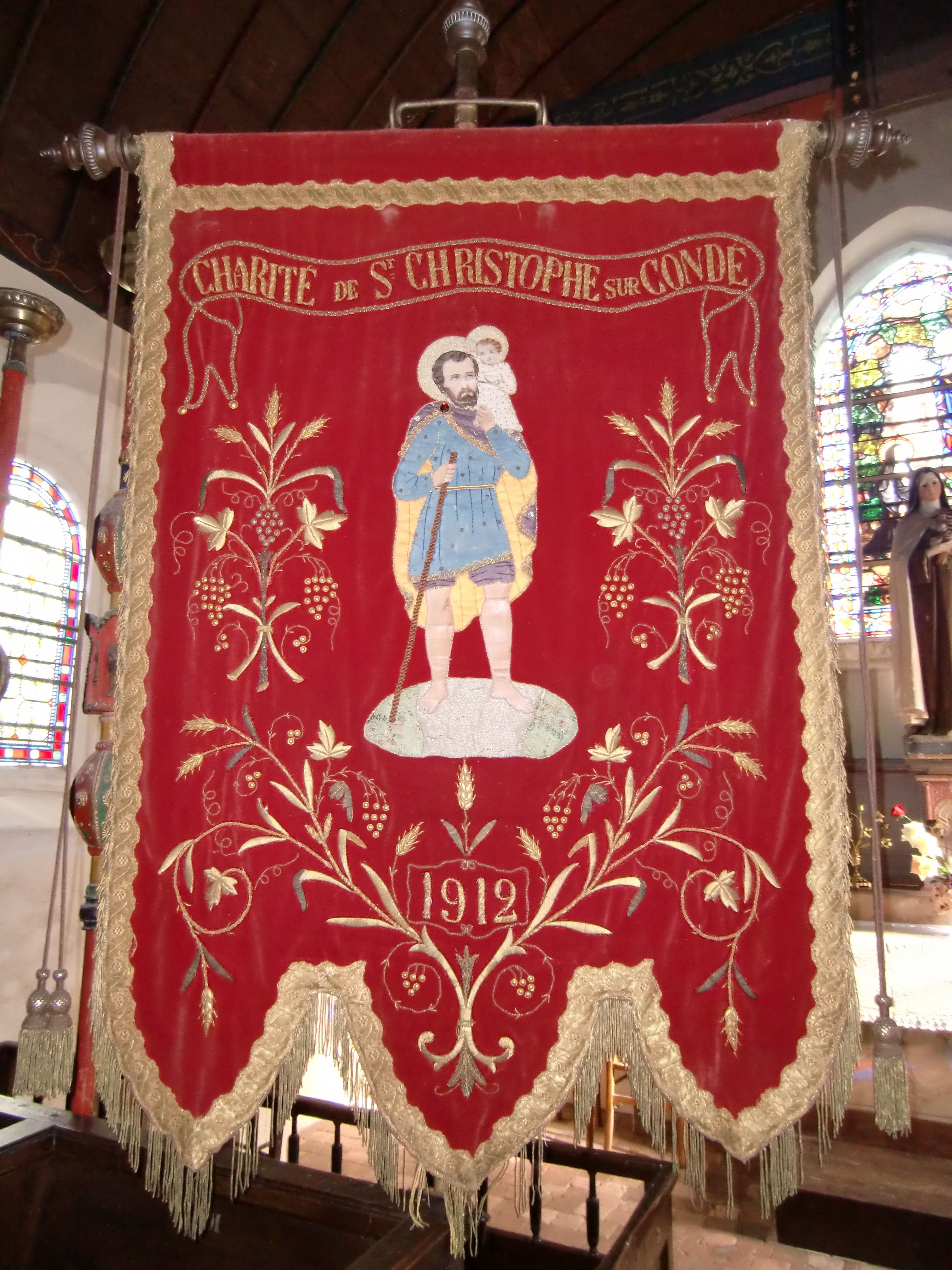
Bannière de la Charité de Saint-Christophe.

### Patrimoine naturel

#### ZNIEFF de type 1
- Le bois du val Accard[34].

#### ZNIEFF de type 2
- La vallée de la Risle de Brionne à Pont-Audemer, la forêt de Montfort[35].

### Héraldique
| Blason de Saint-Christophe-sur-Condé | Blason  | Iercé en pairle renversé: au 1er de gueules à deux léopards d'or, armés et lampassés d'azur, l'un au-dessus de l'autre, au 2e d'azur au dauphin d'argent, au 3e de sinople à saint Christophe d'or portant Jésus sur l’épaule, marchant dans des ondes d'azur. |
| Blason de Saint-Christophe-sur-Condé | Détails | Les deux léopards d'or sur champ de gueules rappellent les armes de la Normandie. Création Jean-François Binon. Adopté en juin 2016. |